# محمد الشملان
محمد الشملان (انگلیسی: Mohammad Al-Shamlan؛ زادهٔ ۲۶ دسامبر ۱۹۷۲) بازیکن سابق و مربی فوتبال اهل بحرین است.
از باشگاه‌هایی که در آن بازی کرده‌است می‌توان به باشگاه فوتبال الحد اشاره کرد.
وی همچنین در تیم ملی فوتبال بحرین بازی کرده‌است.